# Peševina
Peševina je naselje u općini Vlasenica, Bosna i Hercegovina.

## Stanovništvo
|             | 2013.       | 1991.        | 1981.        | 1971.        |
| ----------- | ----------- | ------------ | ------------ | ------------ |
| Osoba       | 46 (100,0%) | 224 (100,0%) | 214 (100,0%) | 204 (100,0%) |
| Srbi        | 38 (82,61%) | 95 (42,41%)  | 105 (49,07%) | 95 (46,57%)  |
| Bošnjaci    | 8 (17,39%)  | 126 (56,25%) | --           | --           |
| Muslimani   | --          | --           | 109 (50,93%) | 109 (50,93%) |
| Ostali      | --          | 2 (0,893%)   | --           | --           |
| Jugoslaveni | --          | 1 (0,446%)   | --           | --           |

## Vanjske poveznice
- Službena web stranica općine Vlasenica